# NRBQ
NRBQ — американская рок-группа, основанная Терри Адамсом (фортепиано), Стивом Фергюсоном (гитара) и Джоуи Спампинато (бас-гитара). Группа была сформирована около 1965 года, изначально под названием New Rhythm and Blues Quintet. Адамс распустил её на некоторое время, и группа воссоединилась в 1967 году. Квартет известен своими живыми выступлениями, содержащими высокую степень спонтанности и легкомыслия, и смешивающими рок, поп, джаз, блюз и стили Tin Pan Alley.
С 1974 по 1994 год в группу входили пианист Адамс, басист Спампинато, гитарист Эл Андерсон и барабанщик Том Ардолино. Это считается классическим составом группы. В настоящее время в состав группы входят Адамс, басист Кейси Макдоноу, гитарист Скотт Лигон и барабанщик Джон Перрин. Другие участники долгой истории группы включают гитаристов Кенни Шихана и Джонни Спампинато; барабанщиков Тома Стэйли, Конрада Шукрона, Бобби Ллойда Хикса и Джо Камарильо; и вокалиста Фрэнка Гэдлера.

## Характеристики
Стиль
Музыка группы представляет собой смесь стилей от рокабилли до поп-музыки с влиянием The Beatles и джаза, вдохновлённого Телониусом Монком. Они привлекли таких разных поклонников, как Боб Дилан, Пол Маккартни, Элвис Костелло, Кит Ричардс, The Replacements, Джон Себастьян, Дэйв Эдмундс, Yo La Tengo и Penn & Teller. Песни NRBQ исполняли Бонни Райт, Los Lobos и Дэйв Эдмундс среди других. Кроме того, группа была неофициальной «домашней группой» для Симпсонов в период с 10 по 12 сезон, в котором поклонник NRBQ Майк Скалли был главным сценаристом и исполнительным продюсером. NRBQ разрешили использовать несколько их песен в Симпсонах, включая «Mayonnaise and Marmalade», написанную специально для шоу. Группа также появилась в анимированной форме и на камеру во время финальных титров, чтобы исполнить заглавную песню шоу в эпизоде «Take My Wife, Sleaze» и исполнить кавер-версию песни Эдмундса «Me & The Boys». Группа также записала песню под названием «Birdman» для ток-шоу «Космический призрак» в эпизоде под названием «Pilot». Группа появлялась в художественных фильмах, включая «День мертвецов», «Клоун Шейкс» и «28 дней». Их кавер-версия «Down in My Heart» появилась в финале сериала «Уилфред».
У NRBQ много поклонников за десятилетия живых выступлений. Группа всегда выступает без сет-листа, что делает их, по словам Марка Деминга из AllMusic, «звездным и дико непредсказуемым живым выступлением». Помимо собственных композиций, группа исполняет широкий спектр кавер-версий и запросов зрителей.
За свою почти 50-летнюю историю записи NRBQ выпускались многими звукозаписывающими компаниями, включая Columbia Records, Kama Sutra Records, Mercury Records, Virgin Records, Rhino Entertainment, Rounder Records и другими. Их песня «Get That Gasoline Blues» (на Kama Sutra) достигла 70-го места в 1974 году в чарте Billboard Hot 100. На протяжении многих лет группа играла сеты в пижамах, наняла профессионального менеджера по рестлингу «Капитана» Лу Альбано в качестве менеджера группы (для которого они написали песню в память) и взрывала Cabbage Patch Dolls на сцене.

## Дискография
Смотри статью «Дискография NRBQ» в англ. разделе.
- NRBQ (Columbia) 1969 No. 162 US;[14] rereleased (Omnivore) 2018
- Boppin' the Blues (w/ Carl Perkins) (Columbia) 1970
- Scraps (Kama Sutra) 1972
- Workshop (Kama Sutra) 1973
- All Hopped Up (Red Rooster) 1977; rereleased (Omnivore) 2018
- At Yankee Stadium (Mercury) 1978
- Kick Me Hard (Rounder/Red Rooster) 1979
- Tiddlywinks (Rounder/Red Rooster) 1980
- Grooves in Orbit (Bearsville) 1983
- Tapdancin’ Bats (Rounder/Red Rooster) 1983
- She Sings, They Play (w/ Skeeter Davis) (Rounder/Red Rooster) 1985
- Lou and the Q (w/ «Captain» Lou Albano) (Rounder/Red Rooster) 1986
- Wild Weekend (Virgin) 1989 No. 198 US[15]
- Message for the Mess Age (Rhino) 1994
- You’re Nice People You Are (Rounder) 1997
- Christmas Wish (Rounder) 1997
- NRBQ (sometimes known as «The Yellow Album») (Rounder) 1999
- Atsa My Band (Edisun) 2002
- Dummy (Edisun) 2004
- Keep This Love Goin' (Clang!) 2011
- Brass Tacks (Clang!) 2014
- Happy Talk [5 song EP] (Omnivore) 2017
- April Showers [3 song EP] (Omnivore) 2018
- Dragnet (Omnivore) 2021